# Bisdom Querétaro
Het bisdom Querétaro (Latijn: Dioecesis Queretarensis) is een rooms-katholiek bisdom met als zetel Querétaro, hoofdstad van de Mexicaanse staat Querétaro de Arteaga. Het bisdom is suffragaan aan het aartsbisdom León. 

## Geschiedenis
Het bisdom werd opgericht op 26 januari 1863, uit delen van het bisdom Michoacán en het aartsbisdom Mexico, en was suffragaan aan het aartsbisdom Morelia. Op 5 november 1988 wisselde het van kerkprovincie en werd suffragaan aan het aartsbisdom San Luis Potosi. Op 25 november 2006 wisselde het van kerkprovincie en werd suffragaan aan het nieuw verheven aartsbisdom León.

## Parochies
Het bisdom had in 2020 een oppervlakte van 15.326 km2 en telde 2.660.855 inwoners waarvan 91,2% rooms-katholiek was.

## Bisschoppen
- Bernardo Gárate y López de Arizmendi (19 maart 1863 - 31 juli 1866)
- Ramón Camacho y García (22 juni 1868 - 30 juli 1884)
- Rafael Sabás Camacho y García (27 maart 1885 - 11 mei 1908)
- Manuel Rivera y Muñoz (11 mei 1908 - 2 mei 1914; coadjutor sinds 14 november 1904)
- Francisco Banegas y Galván (28 februari 1919 - 14 november 1932)
- Marciano Tinajero y Estrada (2 juni 1933 - 27 oktober 1957)
- Alfonso Tóriz Cobián (20 maart 1958 - 25 oktober 1988)
- Mario de Gasperín Gasperín (4 april 1989 - 20 april 2011)
- Faustino Armendáriz Jiménez (20 april 2011 - 21 september 2019)
- Fidencio López Plaza (12 september 2020 - heden)

León (aartsbisdom) · Celaya · Irapuato · Querétaro